# Matan Peleg
Marlon Samuel Peleg Zigger (en hebreo: מתן פלג; Ciudad de Guatemala, Guatemala, 11 de noviembre de 1993), conocido deportivamente como Matan Peleg, es un futbolista guatemalteco-israelí que se desempeña como defensa en el Hapoel Petah-Tikvah de la Liga Leumit. Además, es internacional absoluto con Guatemala.

## Vida personal
Peleg nació en Guatemala pero se mudó a Israel cuando fue adoptado por israelíes a los dos años y se crio en el kibutz de Shaʽar HaGolan, Israel.

## Selección nacional
El 4 de junio de 2021 Peleg debutó con la selección de Guatemala contra San Vicente y las Granadinas durante la clasificación para la Copa Mundial de Fútbol de 2022, jugó 90 minutos y tuvo 2 asistencias en la victoria de Guatemala por 10-0.